# Myxilla setoensis
Myxilla setoensis är en svampdjursart som beskrevs av Tanita 1961. Myxilla setoensis ingår i släktet Myxilla och familjen Myxillidae. Inga underarter finns listade i Catalogue of Life.